# United Malika
Die United Malika war ein marokkanisches Kühlschiff, das 2003 vor der Küste Mauretaniens strandete und als beliebtes Fotomotiv bekannt war.

## Beschreibung
Das Schiff wurde unter der Baunummer 2065 von der Kurushima Dockyard Co. Ltd in Japan gebaut und im Mai 1979 abgeliefert. 1985 wurde das Schiff verlängert.
Nach mehreren Umbenennungen, Besitzer- und Flaggenwechseln fuhr es ab 2002 unter marokkanischer Flagge.
Das Schiff verfügte über vier Masten mit jeweils zwei Ladebäumen, die jeweils drei Tonnen heben konnten. Jeweils zwei der Ladebäume konnten eine der vier Luken bedienen. Der Antrieb des Schiffes erfolgte durch einen Viertakt-Sechszylinder-Dieselmotor des Herstellers Hanshin Diesel Works in Akashi, Japan (Typ: 6LU54).

## Havarie

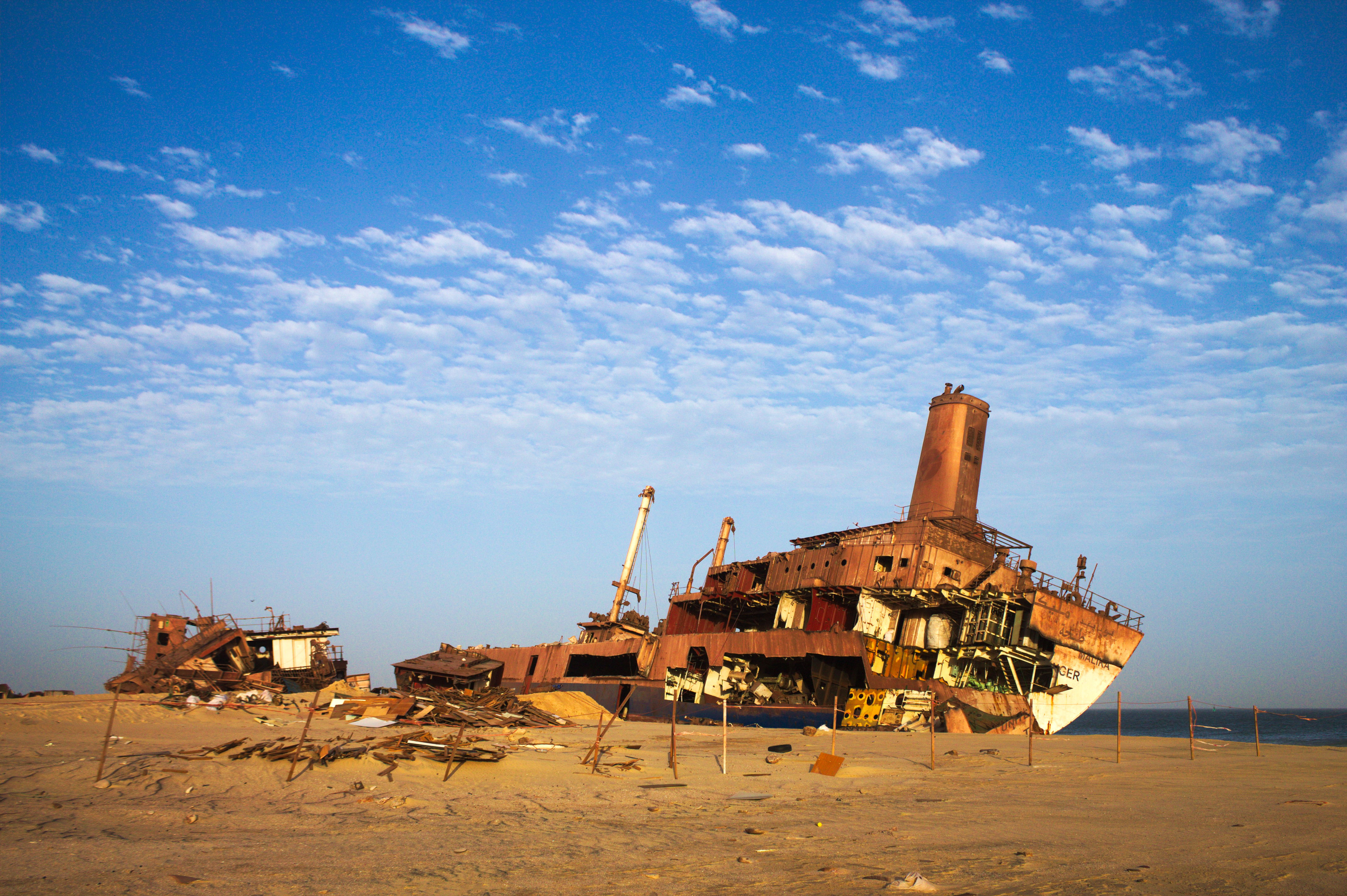
Seitenansicht auf das teilweise abgewrackte Schiff im Jahr 2014.

Am 4. August 2003 strandete die United Malika, aus Las Palmas kommend, mit einer Ladung Fisch an Bord am Strand von Cap Blanc, nahe Nouadhibou. Die 17-köpfige Besatzung wurde von der mauretanischen Marine gerettet und auch die Ladung konnte geborgen werden. Nachdem der Versuch, die United Malika zu bergen, scheiterte, wurde sie zum nahegelegenen Schiffsfriedhof von Nouadhibou gezählt und war ein beliebtes Ausflugsziel. Der genaue Verbleib des Schiffes ist ungeklärt, nachdem es von malischen Schrotthändlern zumindest teilweise ausgeschlachtet wurde. Vermutlich ist es inzwischen vollständig abgewrackt worden, da die United Malika auf Satellitenbildern nicht mehr zu erkennen ist.